# Петрівка (Захарівська селищна громада)
Петрі́вка —село в Україні, у Захарівській селищній громаді Роздільнянського району Одеської області. Населення становить 87 осіб.
До 17 липня 2020 року було підпорядковане Захарівському району, який був ліквідований.

## Населення
Згідно з переписом 1989 року населення села становило 107 осіб, з яких 38 чоловіків та 69 жінок.
За переписом населення 2001 року в селі мешкало 87 осіб.

### Мова
Розподіл населення за рідною мовою за даними перепису 2001 року:
| Мова       | Відсоток |
| ---------- | -------- |
| українська | 83,91 %  |
| російська  | 9,2 %    |
| молдовська | 5,75 %   |
| білоруська | 1,15 %   |